# 納馬塔奈縣

納馬塔奈縣在新愛爾蘭省的位置

3°40′5″S 152°24′18″E / 3.66806°S 152.40500°E
納馬塔奈縣（英語：Namatanai District），是巴布亞新畿內亞新愛爾蘭省的縣份之一，涵蓋新愛爾蘭島南部和鄰近島嶼包括塔巴爾群島、利希爾群島、費尼群島等，首府設於納馬塔奈，面積6,574平方公里，2011年人口110,905，人口密度每平方公里17人。